# Parc éolien d'Horse Hollow
Le parc éolien d'Horse Hollow (aussi Horse Hollow Wind Energy Center)  est une très grande ferme éolienne avec 735,5 mégawatts de puissance nominale. Elle se compose de 291 éoliennes GE de 1,5 MW et 130 éoliennes Siemens de 2,3 MW répartis sur près de 190 km2 de terre dans les comtés de Taylor et de Nolan, au Texas.
La première phase de construction du parc éolien de Horse Hollow s'est achevée fin 2005 avec l'installation de 213 MW ; la deuxième phase comportait 223,5 MW additionnels et a été achevée au deuxième trimestre 2006 ; et enfin, la troisième phase (299 MW), a été achevée à la fin de l'année 2006.
Le Horse Hollow Wind Energy Center a été à l'un des premiers parc éolienne américain à être poursuivi pour nuisances. Les demandeurs habitant dans la zone du parc éolien, dont beaucoup vivent sur des propriétés de 100 à 700 acres, ont, à l'origine, intenté un procès en juin 2005, pour des raisons esthétiques. 
Peu de temps après, le juge a statué, qu'en vertu de la loi du Texas, que la plainte n'était pas recevable. Des plaintes ont alors été déposées contre les nuisances sonores des éoliennes, si bien que de vastes mesures de bruit ont été faites. Le jury a conclu que le parc éolien ne crée pas une «nuisance privée», comme les plaintes le stipulaient, et ont débouté les demandeurs.
NextEra Energy Resources (par le biais de ses filiales) détient et exploite Horse Hollow Wind Energy Center et 46 autres parcs éoliens aux États-Unis, avec une capacité installée de 4 002 MW. Il s'agit d'une capacité suffisante pour alimenter en électricité près d'un million de foyers américains moyens.